# Ітинерарій Антоніна

Головні римські дороги в Іспанії

Ітинерарій Антоніна Августа (лат. Itinerarium Antonini Augusti) являє собою книгу-покажчик, в якій перераховуються всі дорожні переходи і відстані на кожній з існуючих на той час римських доріг. Він був складений під час правління Каракалли, потім, мабуть, перероблений і доповнений в період тетрархії наприкінці III століття. Швидше за все, покажчик був виконаний на основі якоїсь настінної карти.
Відповідно до Ітинерарія Антоніна довжина римських доріг становила близько 85 тис. км і з'єднувала між собою 372 населених пункти.